# Sverrefjellet
Der Sverrefjellet ist ein erloschener Vulkan auf der Insel Spitzbergen. Er liegt am Bockfjord in Haakon-VII-Land.

## Geographie
Der Sverrefjellet ist ein kegelförmiger Berg an der Westseite des Bockfjords. Sein Gipfel liegt 506 Meter über dem Meeresspiegel. Seine Ostflanke fällt steil zum Bockfjord ab und sollte während der Kaltzeiten des Pleistozäns vom bis in das Fjordbett reichenden Gletscher Karlsbreen abgeschliffen worden sein. Bis zu einer Höhe von 60 m findet man hier mehrere gehobene Meeresterrassen, die vom kleinen Flusstal Vulkanbekken durchschnitten werden, das den Sverrefjellet hier in Richtung Fjord entwässert. Die Nordflanke des Bergs liegt parallel zum Adolfbreen, der einen Teil des ursprünglichen Vulkans abgetragen hat. Die Südseite fällt relativ sanft zu einer Ebene nördlich des Nygaardbreen ab.
Der Sverrefjellet gehört mit der 836 m hohen Basaltnadel Halvdanpiggen, dem Rest eines Vulkanschlots, der senkrecht in die Höhe steht und von einer Möwenkolonie bewohnt wird, sowie dem 1162 m hohen Sigurdfjellet zu einem vulkanischen Komplex, der sich entlang einer Störungszone in Verlängerung des Bockfjords parallel zum Woodfjord erstreckt. Die Jotunkjeldene in der näheren Umgebung des Sverrefjellet sind die nördlichsten bekannten Thermalquellen der Welt. Ihre konstante Temperatur beträgt 23,0 °C. Der Sverrefjellet förderte vor etwa einer Million Jahren ultrabasische Alkalibasalte, in die sehr große Olivineinschlüsse eingebettet sind. Der Berg hat seine für Schichtvulkane typische Kegelgestalt also über mehrere Eiszeiten hinweg bewahrt.

## Geschichte
Der Berg wurde nach Sverre Sigurdsson, einem norwegischen König des 12. Jahrhunderts, benannt. Die Erstbesteigung erfolgte am 8. August 1910 durch den norwegischen Geologen Adolf Hoel als Teilnehmer einer von Gunnar Isachsen geleiteten Polarexpedition. Am selben Tag bestiegen den Sverrefjellet weitere Mitglieder dieser Expedition.